# Lilo & Stitch (2002)
Lilo & Stitch is een Amerikaanse animatiefilm uit 2002 van filmstudio Walt Disney Pictures, geproduceerd door het nu gesloten Walt Disney Feature Animation Florida (Disney-MGM Studios). Het is de 42e animatiefilm van Disney.

## Verhaal
In een buitenaardse rechtszaal wordt de gestoorde professor Jumba veroordeeld voor het uitvoeren van illegale genetische experimenten. Hij heeft een wezen geschapen genaamd experiment 626. Hoewel dit schepsel er vrij onschuldig uitziet, is het in feite een levensgevaarlijk superwapen met grote kracht en intelligentie. Jumba wordt opgesloten en zijn experiment wordt in de ban gedaan.
Kapitein Gantu, een alien
die lijkt op een kolossale humanoïde haai, moet 626 wegbrengen. Onderweg weet 626 uit te breken, en hij vlucht met een schip naar de planeet Aarde. Daar belandt hij op het eiland Kauai. Wanneer ze hoort van 626’s ontsnapping, besluit de raadsvrouw van de United Galactic Federation dat de Aarde desnoods vernietigd moet worden om 626 te stoppen. Ze wordt uiteindelijk van dit plan afgehouden door Pleakley, een zogeheten “Aarde-expert” die beweert dat de Aarde een beschermd natuurgebied is voor muskieten. Het is beter 626 levend te vangen en de planeet verder niet in gevaar te brengen. Omdat Jumba de enige is die genoeg kennis bezit over 626 voor deze missie, maakt de raadsvrouw een deal met hem: zijn vrijheid in ruil voor 626’ arrestatie. Pleakey zal met hem meegaan als begeleider.
Intussen op Kauai belandt 626 in een hondenasiel na te zijn aangereden door een truck. Lilo Pelekai en haar zus Nani komen in beeld. Deze twee hebben hun ouders verloren bij een auto-ongeluk, en Nani probeert nu de voogdij over Lilo te behouden. Dit valt echter niet mee daar ze het vele werk maar net aankan, terwijl een sociaal medewerker genaamd Cobra Bubbels hen in de gaten houdt. Omdat Lilo geen vrienden heeft, besluit Nani dat ze een hond mag uitzoeken als gezelschap. Lilo gaat hiervoor naar hetzelfde asiel waar 626 ook zit. 626, wetend dat er op hem gejaagd wordt, ziet in Lilo zijn kans op ontsnapping. Hij vermomt zich als hond, en wordt door Lilo uitgekozen. Ze geeft hem de naam Stitch.
Jumba en Pleakley arriveren op Aarde, waar ze vermomd als een stelletje dat op vakantie is Stitch/626 proberen te vangen. Ondertussen leert Lilo Stitch over het Hawaïaanse gezegde ’Ohana en de betekenis van familie. Dit lukt maar langzaam, en mede door Stitch verliest Nani haar baan. Alle pogingen nieuw werk te vinden draaien ook op niets uit. Hierdoor besluit Cobra dat het beter voor Lilo is om in een pleeggezin te worden geplaatst.
Na een reeks mislukte pogingen Stitch te vangen worden Jumba en Pleakley ontslagen. De raadsvrouw stuurt nu Kapitein Gantu naar de Aarde voor de missie. Jumba wil nu hij toch ontslagen is Stitch op zijn manier vangen. Hij dringt het huis van Lilo en Nani binnen, en in de confrontatie die volgt wordt het huis opgeblazen. Stitch en Lilo vluchten weg van het huis, waarna Stitch eindelijk onthult wie hij werkelijk is. De twee worden gevangen door Gantu en meegenomen naar diens schip, maar Stitch kan nog net voor Gantu met zijn schip vertrekt ontsnappen. Gantu merkt dit niet, en vertrekt met enkel Lilo.
De achtergebleven Stitch wordt eindelijk gevangen door Jumba en Pleakley. Nani, die het hele gebeuren heeft gevolgd, komt tussenbeide en vraagt de twee haar te helpen Lilo terug te halen. Stitch, die eindelijk toegeeft het belang van familie te begrijpen, is ook bereid mee te helpen. De vier zetten met Jumba’s ruimteschip de achtervolging in. Na een wilde tocht kan Stitch Lilo bevrijden, en laat Gantu’s schip neerstorten in zee. Stitch, Lilo en Gantu weten met behulp van David (Nani’s vriend) de kust te bereiken. Daar blijken ook Cobra Bubbels en de raadsvrouw te zijn, die meteen Stitch laat arresteren. Wanneer ze echter ziet dat Stitch dankzij Lilo is veranderd, besluit ze zijn straf om te zetten in verbanning naar de Aarde. Gantu wordt ontslagen daar hij Lilo onnodig in gevaar heeft gebracht. Cobra krijgt het bevel van de raadsvrouw (die hem kent van een eerdere ontmoeting in Roswell) om zijn beslissing Lilo in een pleeggezin te plaatsen terug te draaien.
Jumba en Pleakley blijven ook op de Aarde, en helpen de Pelekai familie hun huis te herbouwen.

## Rolverdeling
| Personage                           | Engelse stem               | Nederlandse stem   | Vlaamse stem          |
| ----------------------------------- | -------------------------- | ------------------ | --------------------- |
| Lilo                                | Daveigh Chase              | Vivian van Huiden  | Valerie Lybeert       |
| Stitch Stitch (growling) uncredited | Chris Sanders Frank Welker | Bob van der Houven | Bob van der Houven    |
| Nani                                | Tia Carrere                | Nurlaila Karim     | Ilse Van Hoecke       |
| Dr. Jumba Jookiba                   | David Ogden Stiers         | Huib Broos         | Ron Cornet            |
| Agent Pleakley                      | Kevin McDonald             | Bram Bart          | Adriaan Van den Hoof  |
| Kumu (Lilo's hoela meester)         | Kunewa Mook                | Freddy Gumbs       | Hans Van Cauwenberghe |
| Cobra Bubbles                       | Ving Rhames                | Pim Koopman        | Hans De Munter        |
| Grand Councilwoman                  | Zoe Caldwell               | Anne Wil Blankers  | Chris Lomme           |
| David Kawena                        | Jason Scott Lee            | John Jones         | Robby Cleiren         |
| Captain Gantu                       | Kevin Michael Richardson   | Hero Muller        | Luk De Koninck        |
| Redder Vrouw                        | Susan Hegarty              | Susan Hegarty      | Susan Hegarty         |

Nederlandse Vertaling: Hanneke van Bogget

Nederlandse Regie: Arnold Gelderman & Hilde de Mildt
Vlaamse Vertaing: Chris Vanden Broeke

Vlaamse Regie: Hans Herbots
Nederlandse Overige Stemmen: Stan Limburg, Arnold Gelderman, Marjolein Algera, Dennis Kivit, Beatrijs Sluijter, Marlies Somers, Olaf Wijnants, Eline Blom, Ingeborg Wieten, Mila Teule, Carlyn Verduin en Daniek Kivit

## Achtergrond

### Productie
Lilo & Stitch is een van de weinige Disneyfilms die zich afspeelt in de hedendaagse wereld. Aanvankelijk was het de bedoeling dat de film zich zou gaan afspelen op het platteland van Kansas. De beslissing om de locatie te veranderen naar het Hawaïaans eiland Kauai betekende een belangrijke stap in het uitwerken van de plot. Lilo & Stitch was de eerste grote animatiefilm die zich op een Hawaïaans eiland afspeelt.
Voor de film reisde een team tekenaars af naar Kauai. Tijdens hun verblijf kregen ze van een gids uitleg over de betekenis van ohana, wat door de producers werd verwerkt tot een belangrijk onderdeel van de plot.
Om de film een helderdere kleur te geven, werden de achtergronden ingekleurd met waterverf. Dit was voor het laatst gedaan bij de film Dombo (1942).
Jason Scott Lee schreef mee aan de dialogen voor de personages.

### Parodieën en referenties
- De film werd gepromoot met een aantal trailers waarin Stitch telkens binnendringt in scènes uit bekende Disneyfilms, zogenaamd in een poging eindelijk een filmrol te krijgen. Deze films waren Aladdin, Belle en het Beest, De Leeuwenkoning en De kleine zeemeermin.
- Het personage Cobra Bubbles is met zijn donkere pak en zijn oude connecties met aliens duidelijk een parodie op de film Men in Black.
- In de film is een scène te zien uit de film Earth vs. the Spider.

### Veranderingen in het scenario
Het scenario onderging een groot aantal veranderingen tijdens de productie. Zo zou de film zich oorspronkelijk gaan afspelen in Kansas. Voor de achtervolgingsscène in de climax van de film zou Stitch oorspronkelijk een Boeing 747 kapen van de luchthaven van Honolulu en hiermee de achtervolging in zetten. Na de aanslagen op 11 september 2001 vonden de producers dit echter geen gepast verhaalelement meer. In de plaats ervan werd daarom nu Jumba’s ruimteschip gebruikt.

### Spin-offs
De film kreeg in totaal vier spin-offs:
- Stitch! The Movie: de eerste vervolgfilm, die diende als proefaflevering voor de televisieserie.
- Lilo & Stitch: The Series: een televisieserie.
- Lilo & Stitch 2: Stitch Has a Glitch: de tweede vervolgfilm.
- Leroy & Stitch: een film gemaakt ter afsluiting van de televisieserie.

Behalve deze spin-offs bestaat er ook de animeserie Stitch!, welke gebaseerd is op de film. Daarnaast verscheen in mei 2025 een liveaction-remake van de film eveneens onder de naam Lilo & Stitch.

### Filmmuziek
De muziek uit de film bestaat grotendeels uit nummers van Elvis Presley. Dit omdat het personage Lilo een groot fan van deze zanger is. De nummers werden voor de film opnieuw ingezongen door o.a. Wynonna Judd. De nummers gebruikt in de film zijn:
1. Stuck on You
2. Burning Love
3. Suspicious Minds
4. Heartbreak Hotel
5. (You're the) Devil in Disguise
6. Hound Dog
7. Can't Help Falling in Love

## Prijzen en nominaties
Lilo & Stitch werd genomineerd voor 28 prijzen, waarvan hij er 8 won.
2002
- De Special Citation – Gewonnen
- De Audience Award – Gewonnen

2003:
- De ASCAP Award voor Top Box Office Films – Gewonnen
- De Academy Award voor beste animatiefilm.
- De Saturn Award voor beste animatiefilm.
- 10 Annie Awards:
  - Outstanding Voice Acting in an Animated Feature Production – Gewonnen
  - Outstanding Achievement in an Animated Theatrical Feature
  - Outstanding Character Animation
  - Outstanding Character Design in an Animated Feature Production
  - Outstanding Directing in an Animated Feature Production
  - Outstanding Effects Animation
  - Outstanding Effects Animation
  - Outstanding Music in an Animated Feature Production
  - Outstanding Production Design in an Animated Feature Production
  - Outstanding Writing in an Animated Feature Production
- De Critics' Choice Award voor beste animatiefilm.
- De Artios voor Best Casting for Animated Voice Over, Feature Film – Gewonnen
- Twee Golden Trailer Awards:
  - Best Animation/Family
  - Most Original
- De Sierra Award voor beste animatiefilm – Gewonnen
- Twee Golden Reel Awards:
  - Best Sound Editing in Animated Features – Music – Gewonnen
  - Best Sound Editing in Animated Features
- De OFCS Award voor beste animatiefilm
- Drie PFCS Awards:
  - Beste animatiefilm
  - Best Performance by a Youth in a Leading or Supporting Role – Female (Daveigh Chase)
  - Best Use of Previously Published or Recorded Music
- De Golden Satellite Award voor Best Motion Picture, Animated or Mixed Media
- Twee Young Artist Awards:
  - Best Performance in a Voice-Over Role - Age Ten or Under (Daveigh Chase) – Gewonnen
  - Best Family Feature Film – Animation